# Adeline Gaschet
Adeline Gaschet, née le 11 septembre 1977, est une ancienne joueuse de handball française évoluant au poste d'ailière gauche.

## Biographie
Elle arrête sa carrière après une dernière saison 2013-2014 à Angoulême CHB.

## Palmarès
- Championne de France Division 2 en 2007

## Distinction personnelle
- Meilleure marqueuse du championnat de France en 2009-2010[3]
- Élue meilleure ailière gauche du championnat de France de Division 2 en 2012[4] et 2013[5]